# Vadonaria ambreensis
Vadonaria ambreensis är en skalbaggsart som beskrevs av Dewailly 1950. Vadonaria ambreensis ingår i släktet Vadonaria och familjen Melolonthidae. Inga underarter finns listade i Catalogue of Life.